# Når naturen kalder (dokumentarfilm)
|  | Denne artikel er oprettet af botten Steenthbot ud fra en ekstern database. Den kan derfor have sproglige fejl eller mangler. Denne skabelon kan fjernes efter kontrol af indholdet. |

 For alternative betydninger, se Når naturen kalder (flertydig). (Se også artikler, som begynder med Når naturen kalder)
Når naturen kalder er en dansk naturfilm fra 1978 instrueret af Aksel Hald-Christensen.

## Handling
Vildmarksfilm i Sverige.